# Rhinotoridae
Famille
Les Rhinotoridae sont une famille de diptères de l'infra-ordre des Muscomorpha.

## Systématique
Pour l'ITIS ce taxon est non valide et déclassé au rang de sous-famille, les Rhinotorinae, sous la famille des Heleomyzidae.

## Liste des genres
Selon ITIS (1 juillet 2020) :
- genre Neorhinotora de Souza Lopes, 1934